# Panólbio (governador)
Panólbio (em latim: Panolbius) foi um oficial romano e hábil retor do século IV, ativo durante o reinado do imperador Constantino, o Grande (r. 306–337). Era tio materno do sofista Libânio, irmão mais velho de Fasgânio e pai do oficial Espectato com sua esposa (presumivelmente Bassiana). Aparece pela primeira vez em 328, quando serviu como decurião e foi presidente de Olímpia em Antioquia. Ainda estava em ofício quando faleceu em 336.